# Trevon Duval
Trevon Tyler Duval (ur. 3 sierpnia 1998 w New Castle) – amerykański koszykarz, występujący na pozycji rozgrywającego.
W 2015 wystąpił w turnieju Adidas Nations, gdzie je go drużyna zajęła czwarte miejsce. Rok później zdobył złoty medal podczas tej samej imprezy. W 2017 wystąpił w trzech meczach gwiazd amerykańskich szkół średnich - Nike Hoop Summit, McDonald’s All-American i Jordan Brand Classic. Został też zaliczony do I składu USA TODAY's All-USA.
W 2018 reprezentował Houston Rockets podczas letniej ligi NBA.
26 marca 2019 podpisał umowę z Houston Rockets na występy zarówno w NBA, jak i zespole G-League – Rio Grande Valley Vipers.

## Osiągnięcia
Stan na 5 września 2019, na podstawie, o ile nie zaznaczono inaczej.
- Uczestnik rozgrywek Elite 8 turnieju NCAA (2018)
- Lider ACC w liczbie asyst (207 – 2018)[3]

Drużynowe
- Mistrz NBA G-League (2019)